# Еа-мукін-зері
Еа-мукін-зері (д/н — 1008 до н. е.) — цар Вавилона близько 1008 року до н. е.

## Життєпис
Зараховується до II династії Країни моря (V Вавилонської династії). Походив з місцини Хашмар (з каситської мови «Сокіл»). місцина є невиявленою: одні дослідники вважають місце, де рчка діяла пробиває хребет Базіан (північносхідна Вавилонія), інші вказую на область поблизу Ніппура. Висувається версія, що був сином Белані та жерців в м.Еріду, проте це суперечливо. Близько 1008 року до н. е. скориставшись потопом у Вавилоні повалив царя Сімбар-Шипаке.
Панував відповідно до Династичної хроніки 3 місяці, Вавилонського списку царів А — 5 місяців. Обставин його повалення невідомі: за різнимив ерсіями під час або внслідок нового вторгнення арамеїв чи сутіїв, заколоту місцевої знаті. Трон перейшов до Кашшу-надін-аххе.